# SA-9导弹

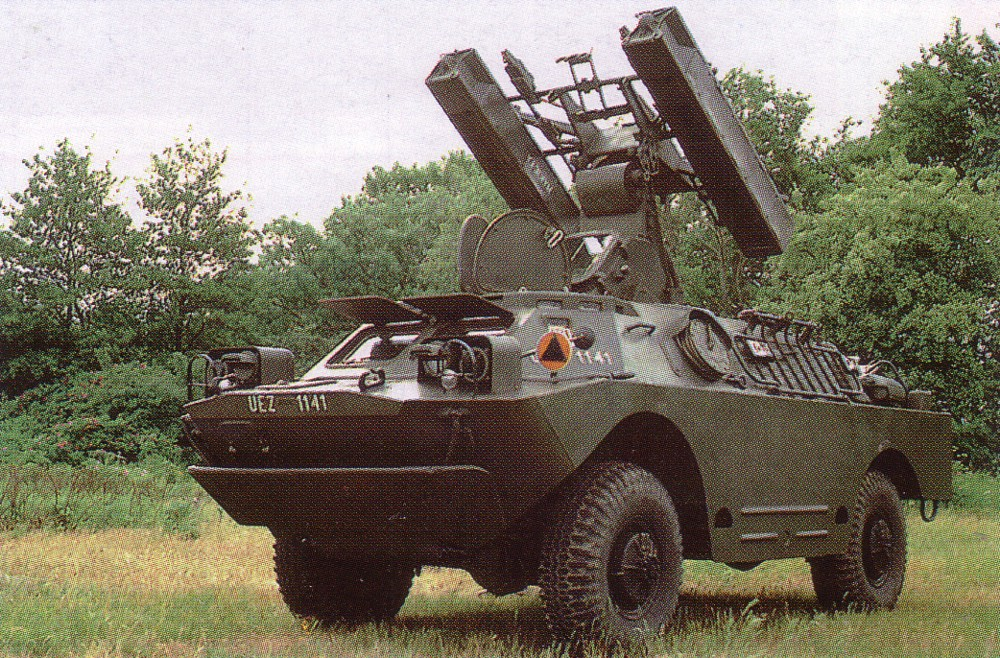
9K31

9K31 "箭（Strela）-1"（俄语：9К31 "Стрела-1" , 北約代號：SA-9 "灯笼裤(Gaskin)"）是一种高机动低空短程红外寻的地对空导弹系统。车载平台为BRDM-2两栖轮式装甲车。每辆发射车在炮塔两侧各配有一组双联9M31导弹，导弹密封包装。

## 导弹与制导
由于使用第一代1-3μm非制冷硫化铅红外导引头，当导弹用于尾追时实际射程更大，至少有11千米。 对头攻击时有效射程为性能规格里所述那样。鸭翼与尾翼可动以调整飞行轨迹。导弹发射仰角20-80度，跟踪角速度15-20度／秒，
重新装填导弹手工进行，需时5分钟。关闭舱门时驾驶员与车长用潜望镜对外观察。

## 车辆
除了新的炮塔外，发射车与BRDM-2的主要区别是取出了车腹部的车轮（本来是用于改善越野性能的）。驾驶员与车长有红外夜视系统。有核生化超压防护系统。行使时导弹向炮塔下折叠以减低车高。发动机功率104千瓦，有轮胎压力中央控制系统。
载车最大公路行驶速度90KM/H，最大水上行驶速度8-9KM/H。

## 型号发展
9K31于1968年列装。
1970年研制出改进型号9K31M(SA-9B "Gaskin-Mod0")系统。有效射程扩展到560-8000m，有效射高10-6100m。尾追攻击时射高11,000米。红外导引头加装了制冷系统，探测范围扩展到1-5μm。

## 战斗使用
每个导弹连包括一辆指挥车，一连安装雷达新型号被动探测系统的发射车、三辆普通发射车。雷达信号被动探测系统是9S16“扁盒子flat box”，由安装在载车四周的四根探测天线组成，实现360度全向覆盖，提供飞机临近告警可以辅助光学观瞄设备截获锁定飞机。
典型战法是对每个目标发射两枚导弹以提高摧毁概率。使用中炮手必须不停旋转炮塔以搜索敌机，这使得9K31的作战效能很差。
俄罗斯军队的9K31系统被已被9K35 "箭-10"（SA-13 "金花鼠"）取代。

## 部署
阿尔及利亚，安哥拉，贝宁，保加利亚，古巴，克罗地亚，捷克，埃及，埃塞俄比亚， 朝鲜，匈牙利，印度，伊拉克，利比亚，毛里塔尼亚，莫桑比克，尼加拉瓜，波兰，罗马尼亚，斯洛伐克，叙利亚，乌干达，乌克兰，乌兹别克斯坦，越南，也门与前南斯拉夫
9K31参加了1981年叙利亚与以色列在黎巴嫩的冲突，以及两伊战争、海湾战争、安哥拉战乱、北约对前南斯拉夫的军事行动，以及伊拉克战争。
1983年11月，叙利亚的一个9K31导弹连击落了一架美国海军的A-6"入侵者"飞机。
1. ↑  Nasrawi, Salah. . Yahoo News / Associated Press. 2006-12-07  [2018-10-08]. （原始内容存档于2006-12-10）.
2. ↑  . Jane's. 2007-12-20  [2008-07-31].[]
3. ↑  . Jane's. 2007-08-15  [2008-07-31].[]